# Agencia Espacial Civil Ecuatoriana
La Agencia Espacial Civil Ecuatoriana (EXA, por la fonética de sus siglas en inglés Ecuadorian Civil Space Agency) es una organización no gubernamental de Ecuador cuyo objetivo es llevar a cabo investigación aeroespacial. Es una organización civil sin fines de lucro fundada en 2007 en Guayaquil. Su fundador y miembro del directorio es el ingeniero Ronnie Nader Bello, quien recibió en mayo de 2006 un entrenamiento de vuelo espacial suborbital en Microgravedad con Space Adventures, y un adiestramiento de cosmonauta en el Centro de Entrenamiento de Cosmonautas Gagarin desde mayo de 2006 hasta junio de 2007.
Un año después de su fundación la Agencia Espacial Civil Ecuatoriana pasa a ser miembro de la Federación Internacional de Astronáutica.

## Antecedentes
En agosto del 2004 nace el Proyecto ESAA (Ex Somius Ad Astra) con el objetivo de proveer entrenamiento de cosmonauta profesional a un ciudadano ecuatoriano. En octubre de ese mismo año se establece contacto con el Centro de Entrenamiento de Cosmonautas Gagarin, llegando a un acuerdo para llevar a cabo el programa de entrenamiento ASA/T.
Dos años después (agosto del 2006) la Fuerza Aérea Ecuatoriana se une al Programa con su aval oficial.

### Programa ASA/T
El programa ASA/T (Advanced Suborbital Astronaut) tomó 16 meses para completar el entrenamiento de Ronnie Nader, guayaquileño que culminó su formación espacial a lo largo de 3,2 años. El programa estuvo dividido en 3 fases que incluía: entrenamiento científico, físico, técnico, militar y de supervivencia.

#### Entrenamiento general
- 3800 horas de preparación teórica
- 800 horas de idioma ruso
- 140 sesiones de examen médico
- 10 sesiones en fuerza centrífuga (mínimo: 4,5G, máximo: 8,6G)

#### Actividad física y preparación militar
- 2800 horas de preparación física
- 200 horas de vuelo en aviones de combate
- 60 horas de entrenamiento en microgravedad
- 6 sesiones en la cámara hipobárica

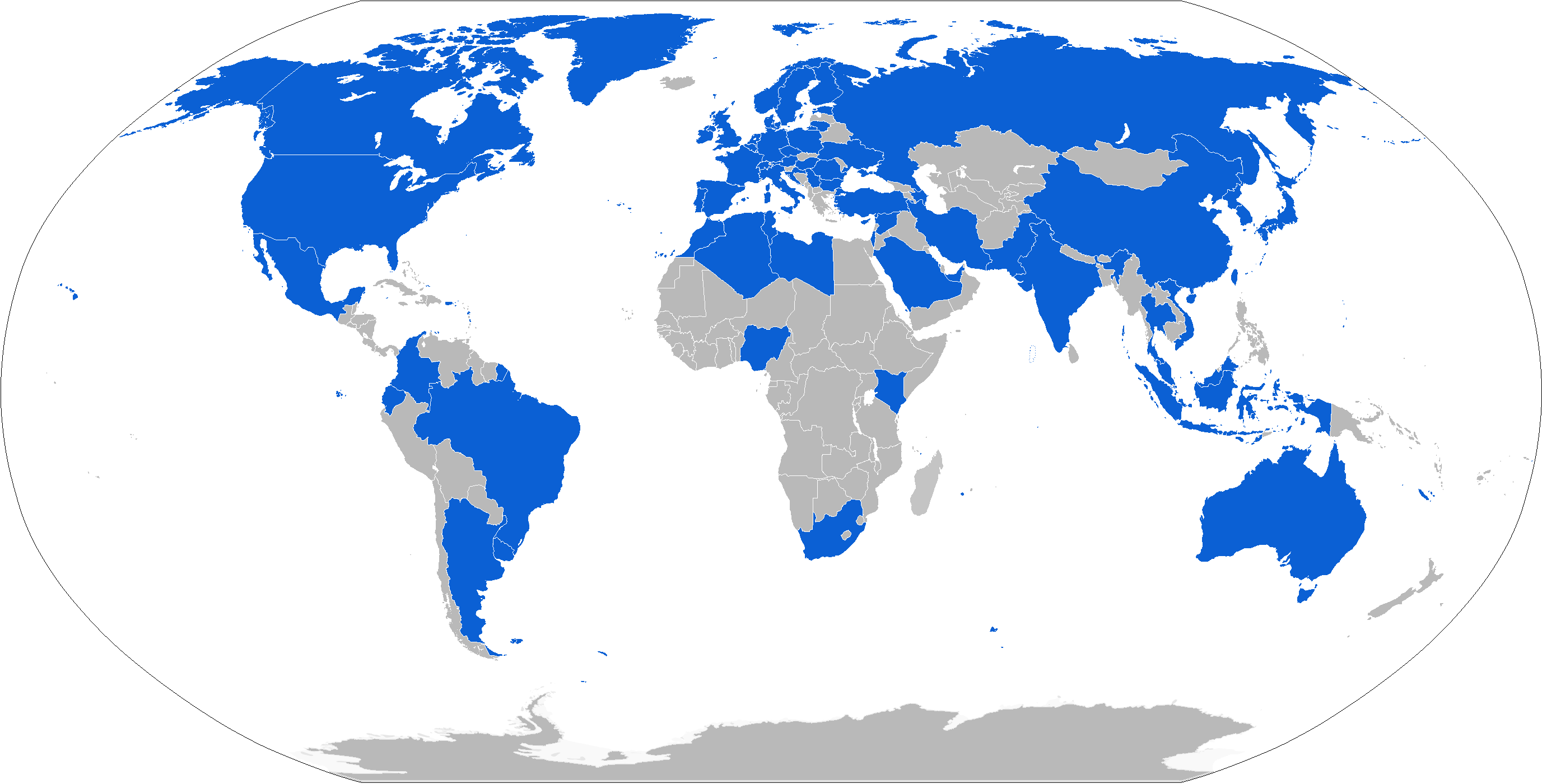
Mapa con países que albergan miembros de la IAF en azul

- 6 sesiones de supervivencia

#### Simuladores
- 10 sesiones en el simulador de navegación espacial
- 8 sesiones de simulación AEV
- 4 sesiones de simulación de atraque en la estación espacial
- 4 sesiones en el simulador de la nave Soyuz TMA

### Fuerza-G 1 Cóndor
EXA experimentó con la microgravedad en vuelo parabólico junto con la Fuerza Aérea Ecuatoriana (FAE) durante 2008, llegando a adaptar un avión militar Sabreliner para el efecto, al cual EXA y FAE llamaron «Fuerza-G 1 Cóndor» y que ambas organizaciones afirman que es el primer avión de este tipo en América Latina. Esta fue la primera misión aeroespacial en la historia del Ecuador en la cual se logró microgravedad por primera vez sobre cielo latinoamericano durante 301 segundos.
El Fuerza-G 1 Cóndor fue un avión militar empleado por la Fuerza Aérea Ecuatoriana durante el conflicto armado del Cenepa. Una vez puesto en marcha el proyecto Dédalo, FAE y EXA dan al Ecuador y Latinoamérica el primer avión de Gravedad Cero a la región.

### Récord Guiness
Como parte de los experimentos del proyecto de EXA denominado Poseidón, Jules Nader (hijo de Ronnie Nader), con 7 años de edad, se convirtió en la persona más joven en experimentar gravedad cero según los récords Guiness.
Durante el vuelo de microgravedad Jules estaba acompañado por otros dos jóvenes de 10 y 17 años de edad, juntos ejecutaron 18 parábolas con un total de 282 segundos. La observadora de Guinness World Records María Ruano otorgó al Ecuador el certificado por la hazaña del vuelo el 19 de junio de 2008.

El equipo de EXA y de FAE que estableció el récord mundial de microgravedad. Se puede ver a la representante de Guinness World Records, María Marta Ruano Graham.

### Nanosatélites

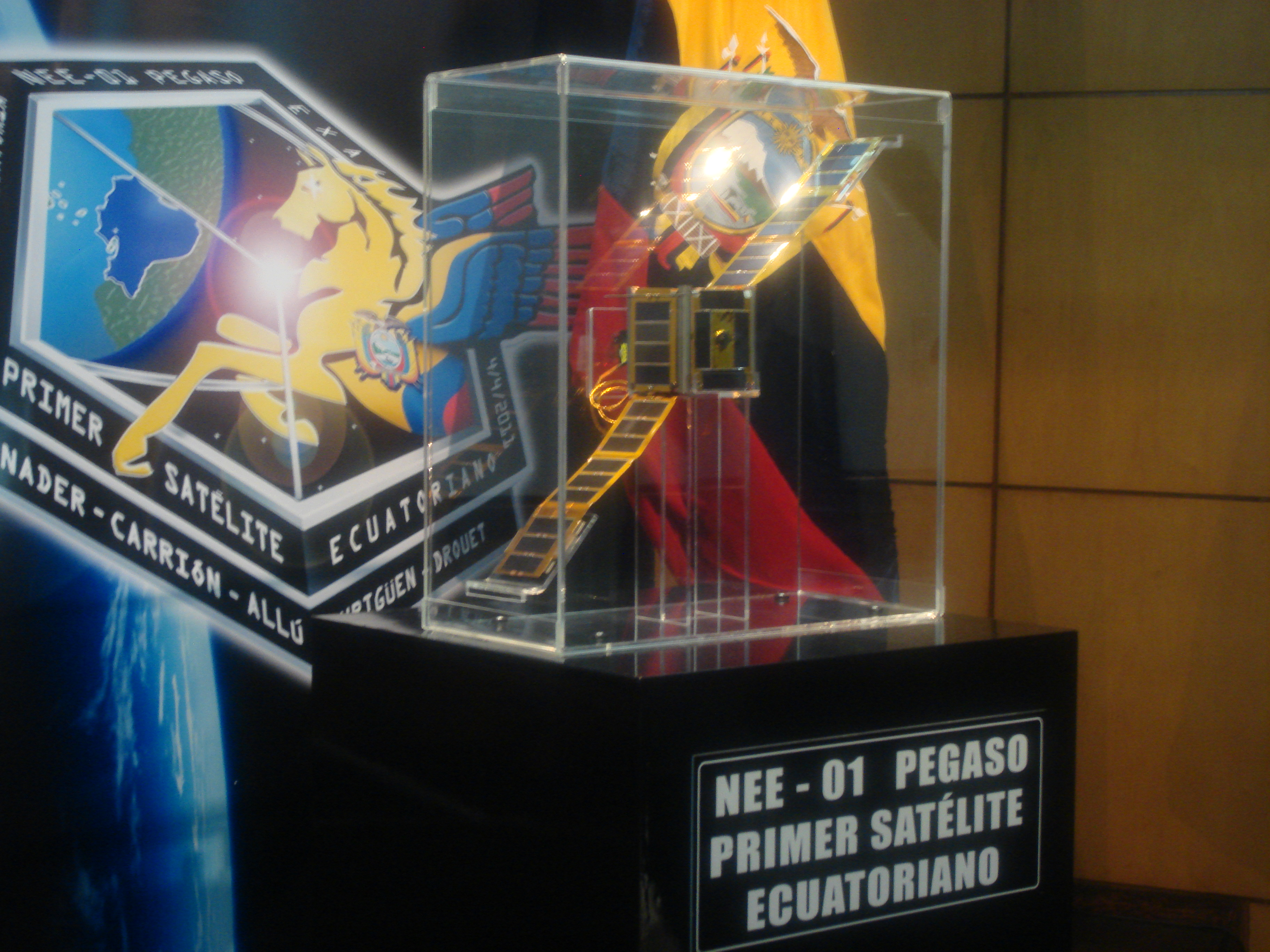
Satélite NEE-01 PEGASO, creado en el 2010 por la EXA y presentado el 4 de abril de 2011.

En 2011, EXA dio a conocer el primer satélite construido en Ecuador, el nanosatélite NEE-01 Pegaso. El lanzamiento tuvo lugar en China en 2013 a bordo del cohete portador orbital Long March 2D. Y, en noviembre 21 del mismo año, fue lanzado el segundo satélite también hecho en Ecuador, el NEE-02 Krysaor que fue lanzado desde Oremburgo, Rusia. a bordo del cohete Dnepr.